# Феодор Кіренський
Феодор Кіренський (Θεόδωρος ὁ Κυρηναῖος, лат. Theodorus; кінець V — початок IV ст. до н. е.) — давньогрецький математик, відомий як учитель Платона, а також як персонаж діалогів Платона Теетет, Софіст, Політик.
У діалозі Теетет згадується деяке доведення несумірності сторін квадратів, площі яких виражаються цілими неквадратними числами 3, 5, … 17, із стороною одиничного квадрата. (Доведення для сторони квадрата подвійної площі вже було придумано раніше піфагорійцями.)
Теетет. Ось Феодор накреслив нам щось про площі квадратів (περὶ δυνάμεων) і показав, що трифутова і п'ятифутова по довжині несумірні з однофутовою. Так, перебираючи їх одну за одною, він дійшов до семнадцатіфутової. Тут його щось зупинило.
З цього тексту можна зрозуміти, що доведення Феодора працювало для всіх неквадратних чисел, менших 17, і не працювало для числа 17. З приводу того, яким могло бути це доведення, істориками математики було висловлено кілька різних припущень. Згідно з найбільш правдоподібним припущенням Жана Ітара (1961), воно було засноване на піфагорійскій теорії парних і непарних чисел, в тому числі — на теоремі про те, що непарне квадратне число за вирахуванням одиниці ділиться на вісім трикутних чисел.
Доведення Феодора було згодом замінене універсальним доведенням, заснованим на загальній теорії подільності. Його автором вважається Теетет Афінський, учень Феодора.